# Skepptuna kyrka
Skepptuna kyrka är en kyrkobyggnad i Skepptuna i Uppsala stift. Den är församlingskyrka i Skepptuna församling i Märsta pastorat.

## Kyrkobyggnaden
Kyrkobyggnaden har en stomme av sten och tegel och består av ett rektangulärt långhus med rakt avslutat kor i öster av samma bredd som långhuset. Norr om koret finns en vidbyggd sakristia. Vid långhusets västra kortsida finns ett kraftigt kyrktorn vars tak är belagt med skiffer. Tornet har en nederdel av stora gråstensblock och en överdel av tegel med rika orneringar bestående av vitputsade blindnischer. Vid långhusets sydvästra sida finns ett vidbyggt vapenhus.

### Tillkomst och ombyggnader
Äldsta byggnadsdelarna är från början av 1200-talet. Omkring år 1300 eldhärjades kyrkan och genomgick därefter en reparation. Ett tidigare smalt kor revs och kyrkan förlängdes åt öster med ett nytt rakt kor och blev en salkyrka. Södra ingången fick då sin nuvarande omramning av tegel. Kyrkorummets tak, eller åtminstone det nya koret, täcktes med tunnvalv av brädor. Tunnvalvets kontur finns bevarad i putsspår på insidan av östra gavelröstet. Ganska snart därefter uppfördes en ny sakristia norr om koret. Huvudsakliga byggnationen ägde rum på 1400-talet då Uppsala domkyrka fick vara förebild. Vid det tillfället uppfördes nuvarande kyrktorn, murarna höjdes och taket gjordes brantare. När tornet var byggt revs kyrkorummets tunnvalv och ersattes med nuvarande stjärnvalv av tegel. Stjärnvalven är betydligt lägre än tidigare tunnvalv. En skiljemur av tegel byggdes mellan koret och övriga kyrkorummet. Skiljemuren genombröts av en öppen båge som kallas triumfbåge, som i sin tur stängdes av med ett korskrank. Nuvarande vapenhus i söder tillkom.

### Senare ombyggnader och renoveringar
Åren 1732-1734 togs fönster upp i norra väggen som tidigare hade varit fönsterlös. 1755 togs en ingång upp i tornets västra vägg. 1776 revs triumfbågsmuren mellan koret och övriga kyrkorummet. Samma år upptäcktes att tornspiran hade börjat ruttna och den ersattes då av en ny tornhuv med nuvarande brutna kontur. 1789 flyttades kyrkklockorna upp i tornet från att tidigare ha hängt i en fristående klockstapel. 1812 fick kyrkorummet en ny läktare som ersatte en äldre från 1678. En restaurering genomfördes 1907 under ledning av arkitekt Gustaf Améen då en värmekammare byggdes öster om sakristian. Samtidigt framtogs korväggarnas medeltidsmålningar och läktaren från 1812 revs. 1946 ägde en större restaurering rum under medverkan av konstnären John Österlund. Kyrkan försågs då med elektrisk värme och belysning, målningarna rengjordes och träinredningen målades om. År 2003 försågs torntaket med ny skifferbeläggning.

## Inventarier
- Kyrkans altarskåp har medeltida målningar i bra skick och får ses som kyrkan främsta klenod. Altarskåpet har tillverkats av Jan Bormans verkstad i Bryssel och är inköpt någon gång efter år 1500.
- Dopfunten av kalksten är från början av 1500-talet. 1759 ersattes funten av ett dopställ av trä. En dopskål är skänkt till kyrkan 1762.
- Ett nattvardskärl av silver har fot och mellanstycke från 1300-talet och en skål som är omgjord 1734.
- I koret hänger en ljuskrona av mässing från 1500-talet. Ljuskronan har sex ljusarmar och kröns av en Mariabild med barnet omgiven av strålar. Ännu en ljuskrona med tio armar och spiralvridna spiror är troligen skänkt 1685. De två största ljuskronorna med sexton ljusarmar, fördelade på två kransar och krönta med dubbelörn är skänkta 1683 samt 1686.
- Ovanför dopfunten finns ett målat och förgyllt krucifix från senbarocken som skänktes till kyrkan 1707.
- Predikstolen i gustaviansk stil är tillverkad 1792. Tillhörande timglas i rokokostil är inköpt 1742 och fanns på tidigare predikstol.
- I sakristian finns ett senmedeltida ekskåp med smidda beslag. I sakristian finns även stolar av 1600-talstyp.

- En mässhake av röd sidenbrokad är från 1932. En mässhake av vitt ylle med tillhörande stola är från 1951.
- I Historiska museet förvaras en skulpterad bild av ärkebiskop Thomas Becket som är utförd under slutet av 1400-talet. Konstnären anses vara lübeckmästaren Bernt Notke som hade kallats till Stockholm för att tillverka Storkyrkans skulptur Sankt Göran och draken.
- I Historiska museet förvaras även en korkåpa från slutet av medeltiden med rika flandriska broderier.

### Orgel
- Ett litet orgelverk fanns i kyrkan tidigt på 1600-talet. 1672 reparerades orgelverket.
- 1678 byggdes en orgelläktare i väster och 1679 tillkom en ny orgel. 1745 reparerades orgeln. Den hade 1773 fyra stämmor och är då förloradt.[1]
- 1812 byggde Olof Schwan, Stockholm en orgel med 8 1⁄2 stämmor.
- 1907 byggde Erik Henrik Eriksson, Gävle en orgel med 11 stämmor, två manualer och pedal.
- Nuvarande orgel med 20 stämmor och två manualer är tillverkad 1956 av Åkerman & Lunds Nya Orgelfabriks AB i Knivsta. Orgeln är mekanisk med slejflådor och har ett tonomfång på 56/30.

| Ryggpositiv I | Huvudverk II       | Pedal           | Koppel |
| Rörgedackt 8´ | Principal 8'       | Subbas 16´      | I/P    |
| Principal 4´  | Gedackt 8'         | Oktava 8´       | II/P   |
| Spetsflöjt 4' | Oktava 4'          | Koralbas 4'     | II/I   |
| Waldflöjt 2'  | Rörflöjt 4'        | Nachthorn 2'    |        |
| Scharf III    | Oktava 2'          | Rauschkvint III |        |
| Skalmeja 8'   | Mixtur IV-V 1 1⁄3' | Fagott 16'      |        |
| Tremulant     | Trumpet 8'         | Regal 4'        |        |

## Bildgalleri

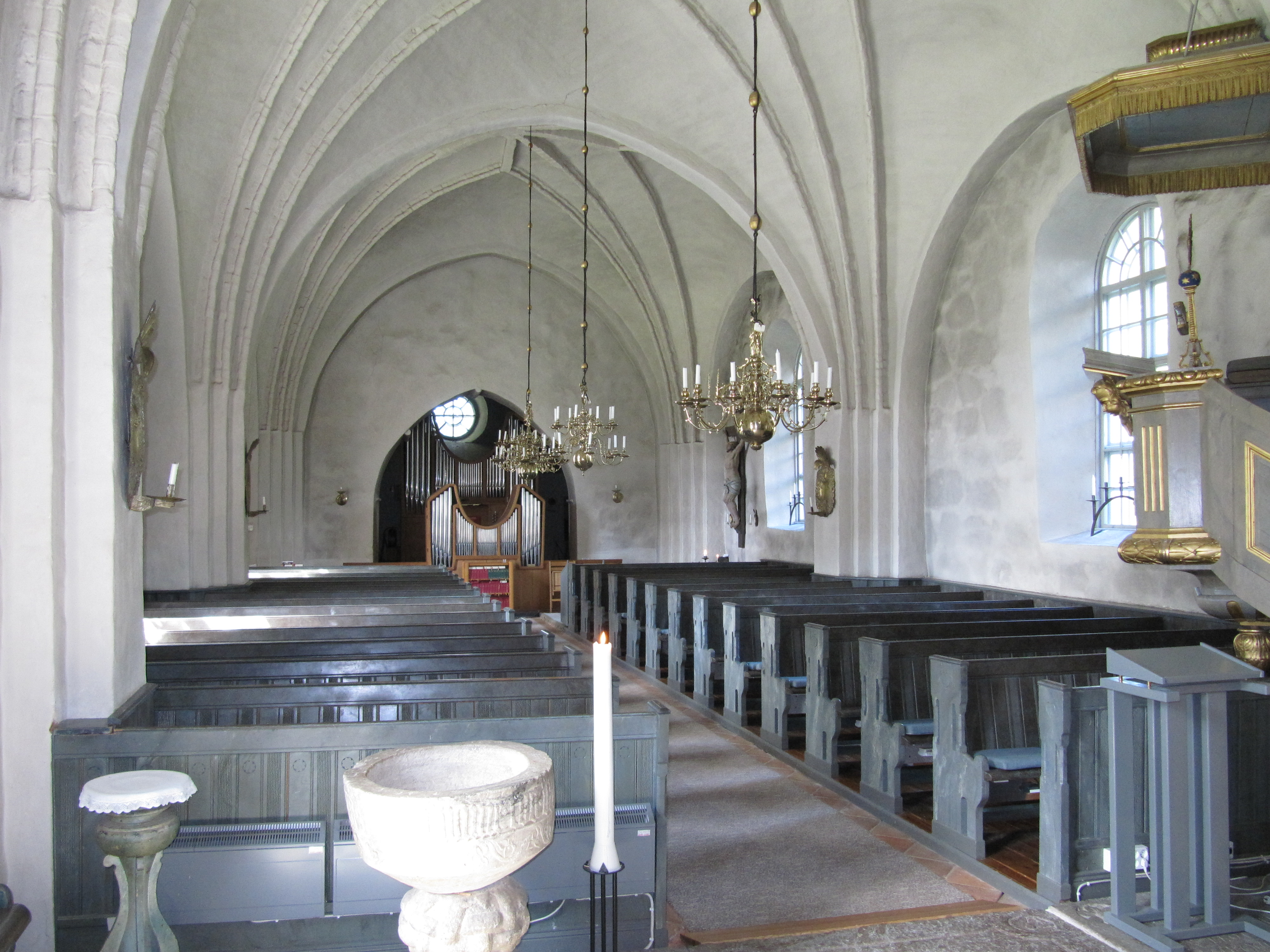
Kyrkorum mot väster
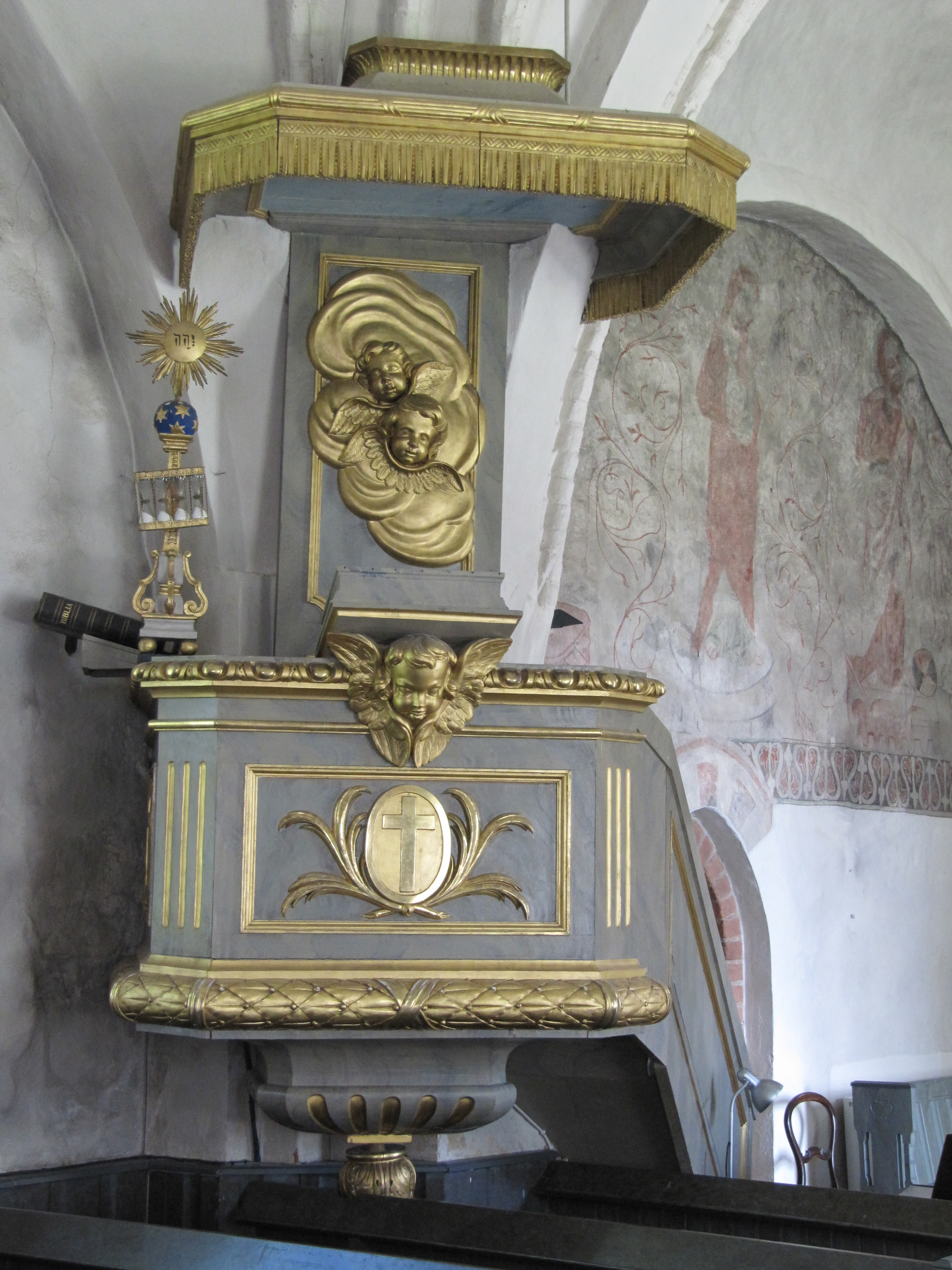
Predikstol
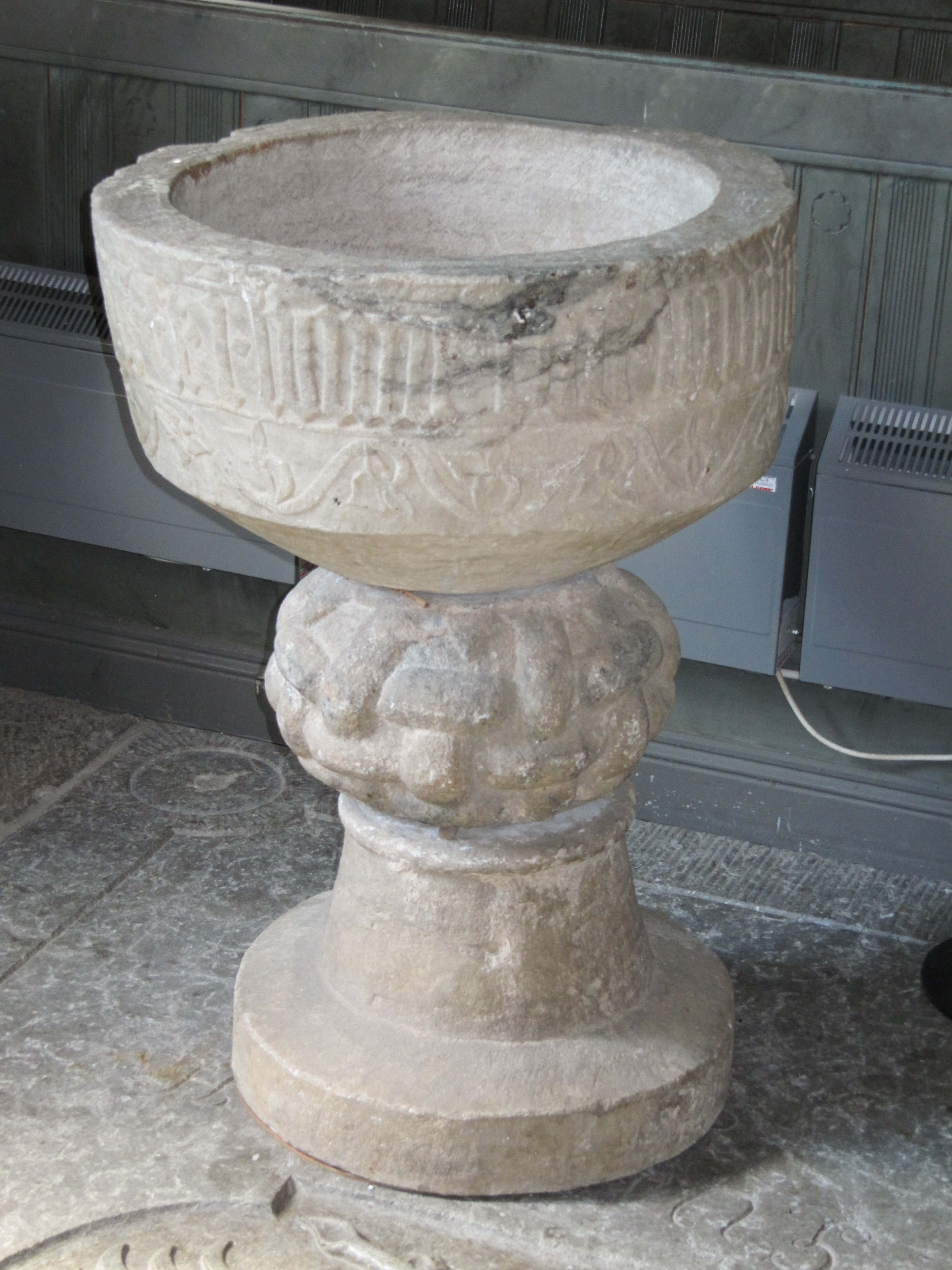
Dopfunt
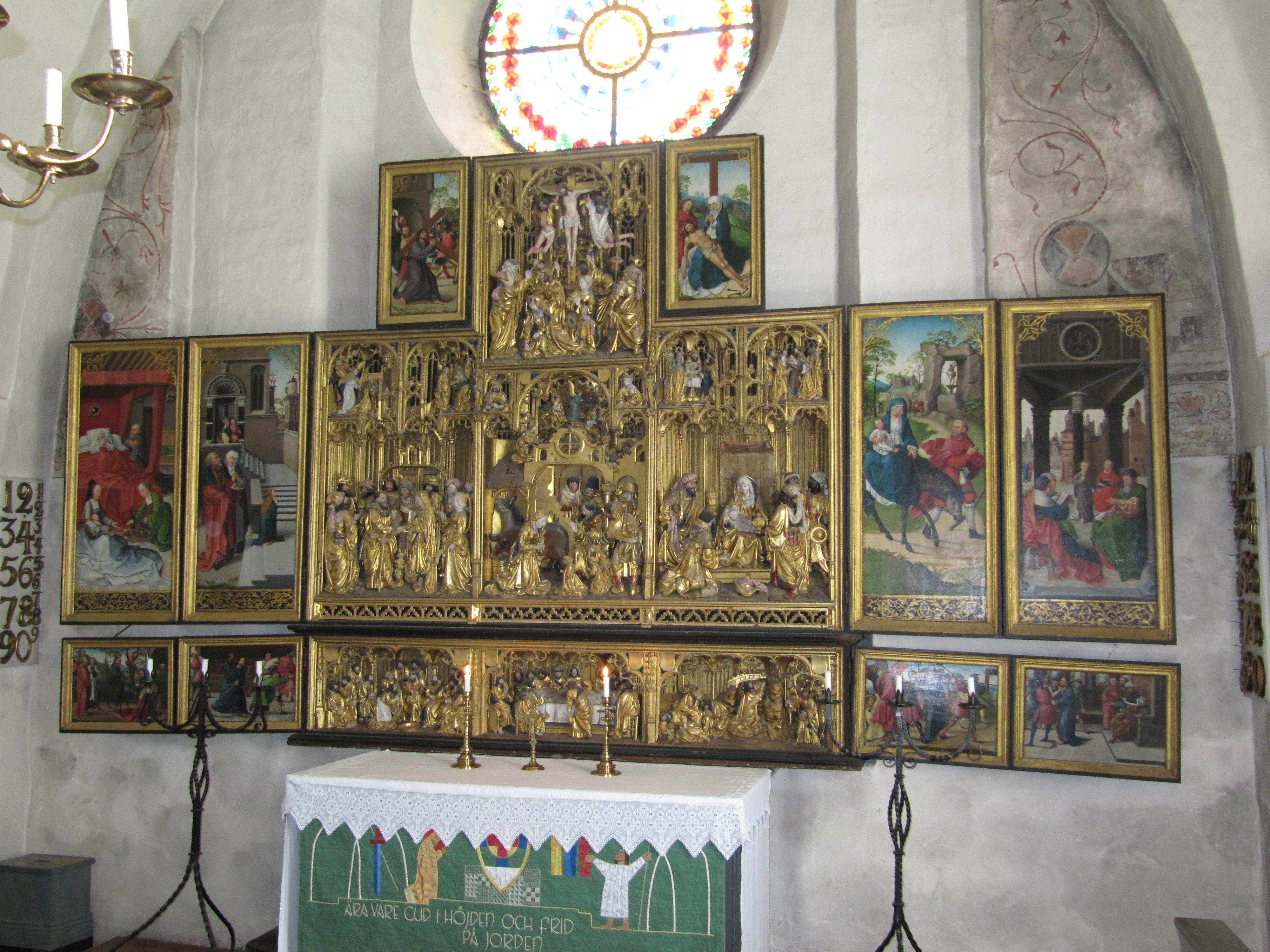
Altarskåp
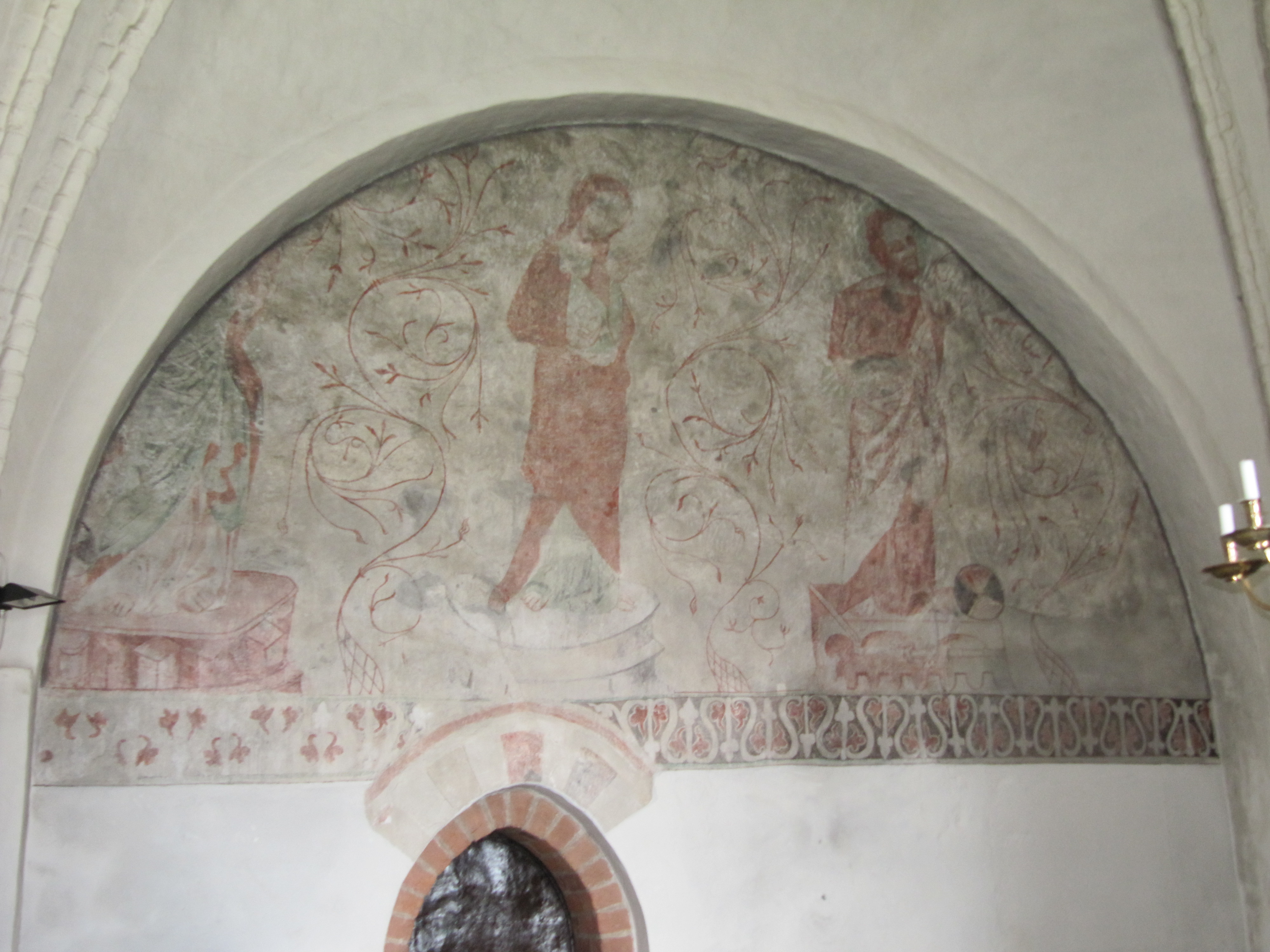
Kalkmålning på norra korväggen
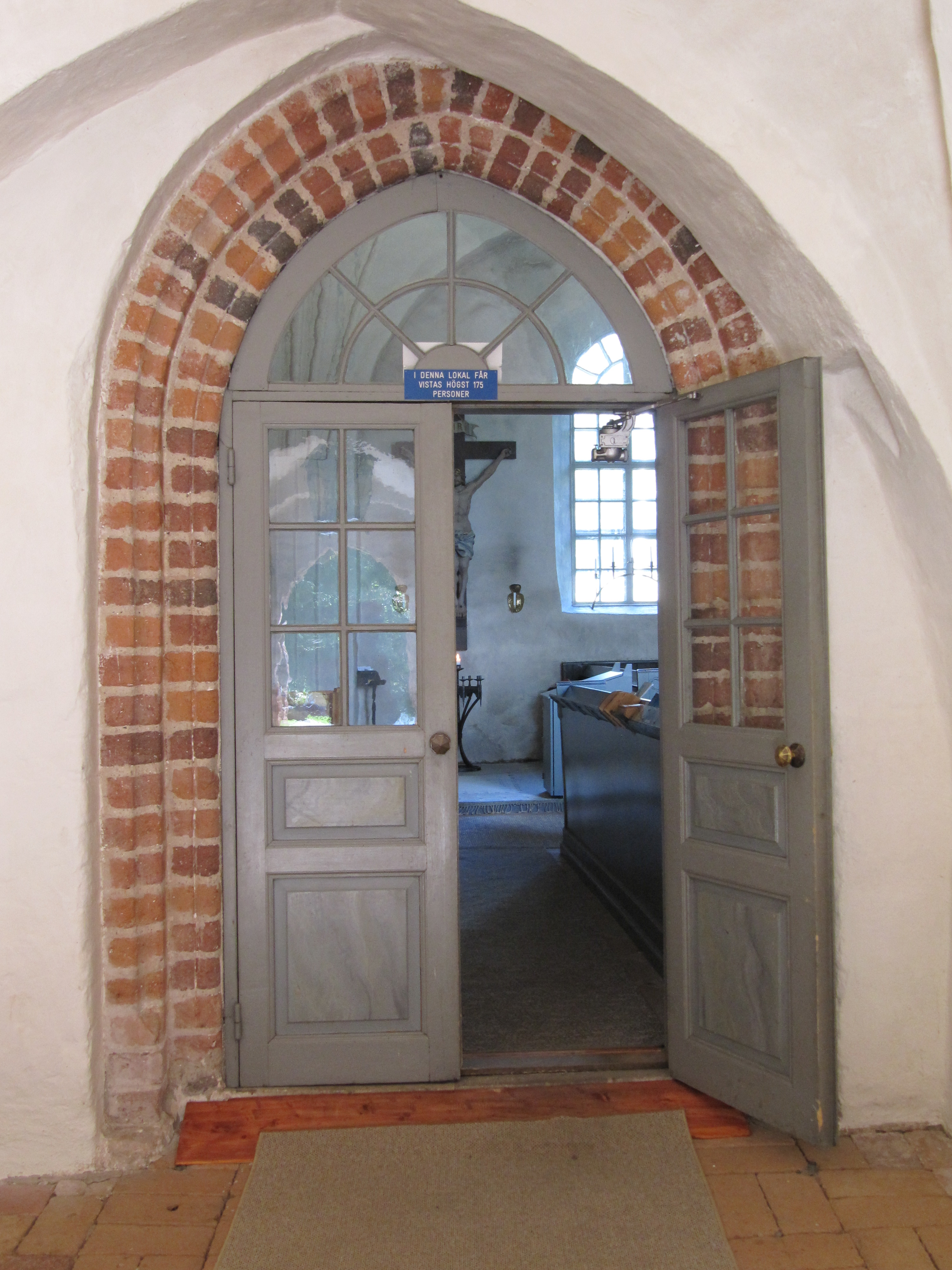
Portalen mellan vapenhus och långhus
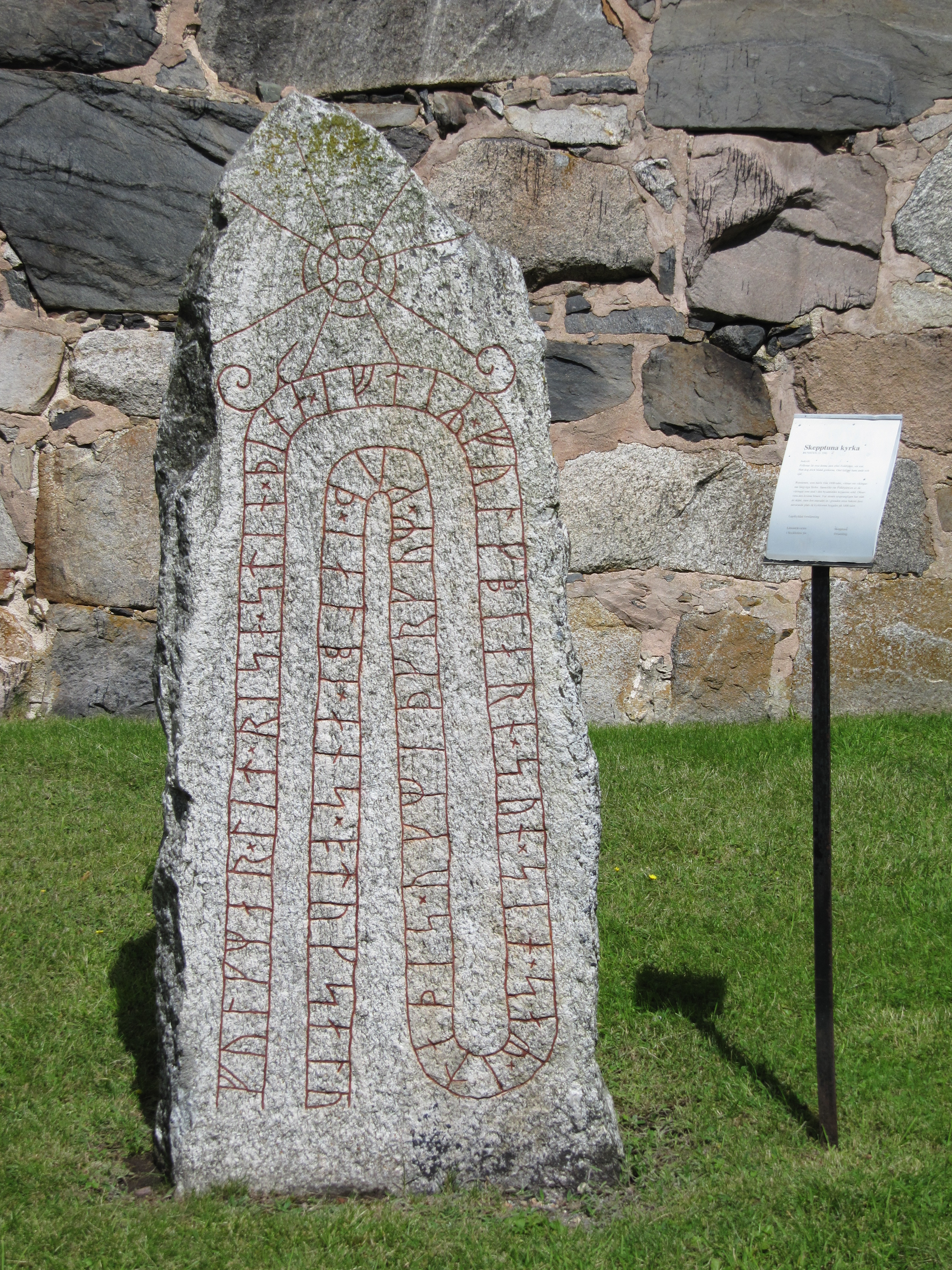
Runstenen U 358 vid tornets södra sida
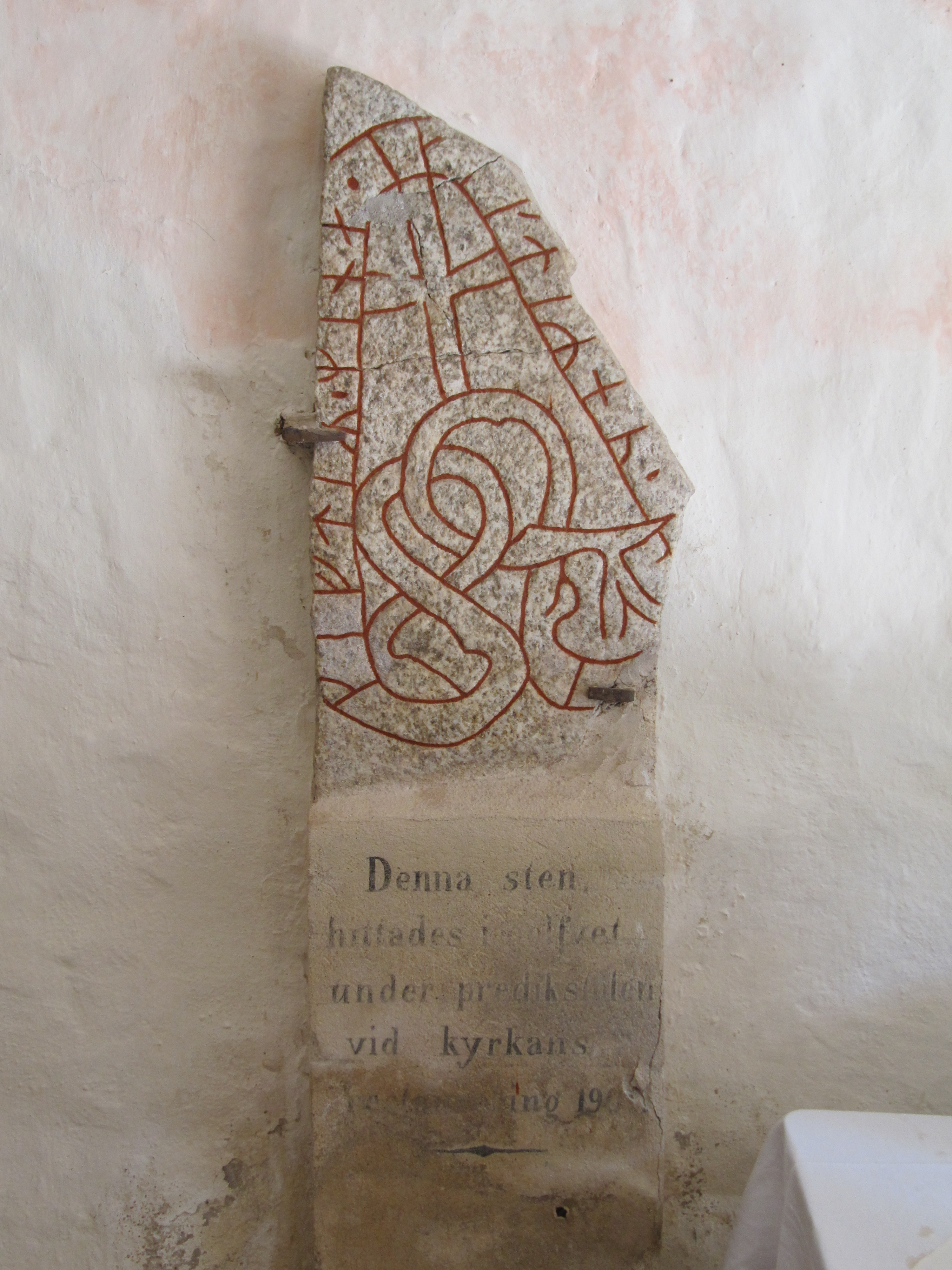
Dvärgstenen, en liten runsten i vapenhuset
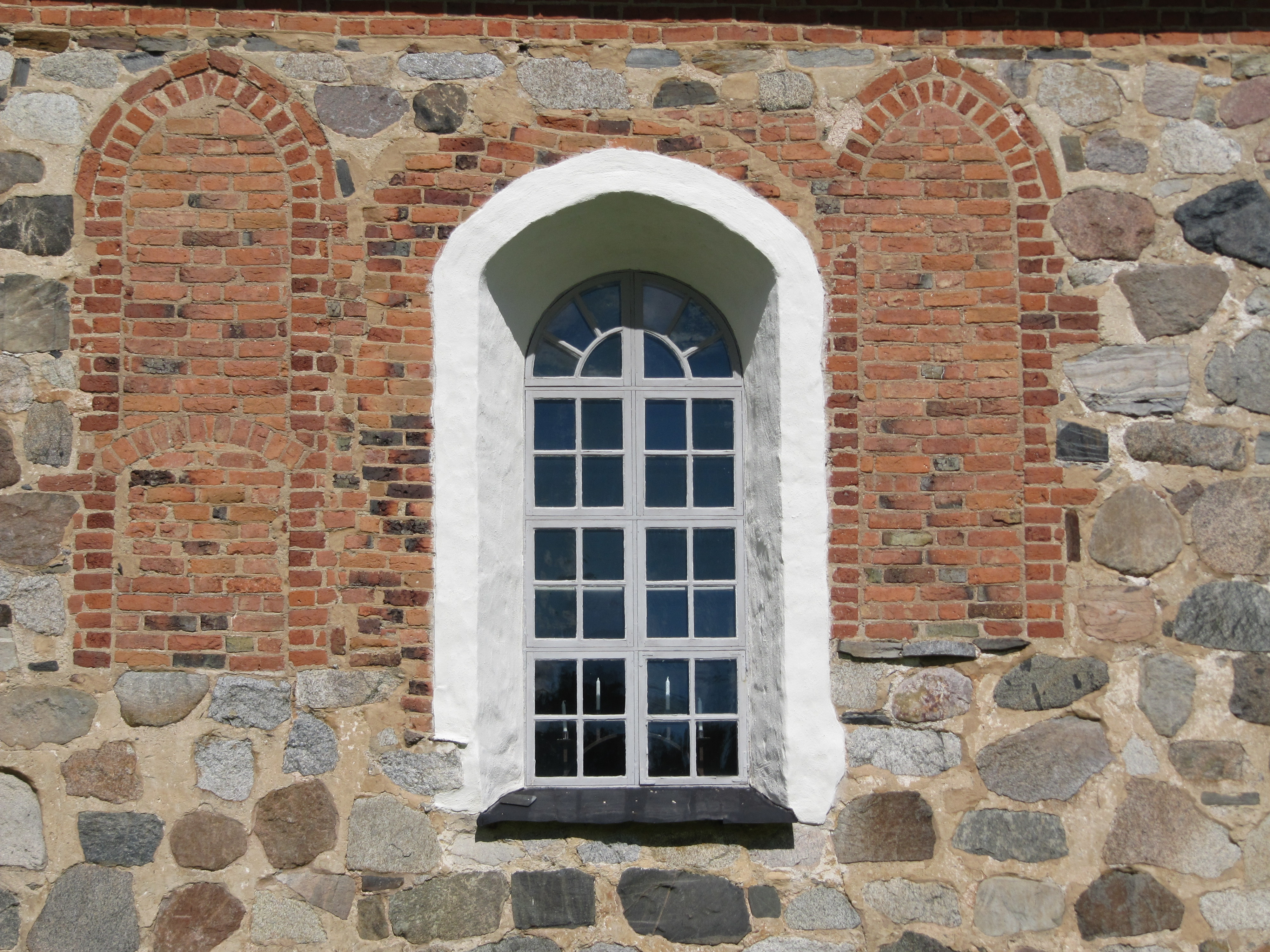
Östra fönstret vid södra långväggen. Två medeltida fönster är igenmurade.

### Webbkällor
- Upplandia.se - En site om Uppland
- Svenska kyrkan i Märsta
- Stockholms läns museum
- Kersti Lilja: Omläggning av tornets skiffertak på Skepptuna kyrka, Rapport 2003:22, Stockholms läns museum